# Lijst van personages uit Beyblade
Dit is een lijst van personages uit de manga Beyblade en de animeseries Beyblade, Beyblade V-Force en Beyblade G-Revolution.

## Hoofdpersonages

### Tyson Granger
Tyson is een van de vier leden van de Bladebreakers (G-Revolution in de derde serie).
Tyson heeft een sterke persoonlijkheid en is nooit bang te vertellen hoe hij werkelijk over een situatie denkt. Hij geeft ook sterk om zijn vrienden, maar zijn bezorgdheid kan soms leiden tot woedeaanvallen. Hij gaat geen uitdaging uit de weg, maar vertrouwt doorgaans meer op geluk dan op zijn eigen vaardigheden. Behalve Beybladen houdt Tyson ook van vechtsporten, met name kendo.
Tyson is bekend om zijn gevoel voor humor, maar naarmate de series vorderen, wordt hij steeds serieuzer. Hij heeft een grote aanhang fans, zelfs toen hij nog een amateur was.
Tyson is in de Japanse versie van Beyblade 12 jaar oud in de eerste anime, en 14 aan het eind van de derde anime. In de Engelstalige versie is hij bij aanvang 13, en 15 aan het eind.
Tysons bitbeest is de Dragoon.

### Max Tate
Max is een altijd opgewekte jongen die in alles en iedereen iets goeds lijkt te kunnen zien. Hij en Tyson zijn als broers. Max’ ouders zijn gescheiden. Hij woont bij zijn vader in Japan, terwijl zijn moeder in Amerika woont.
Max gelooft sterk in het feit dat de sleutel tot een succesvolle beybladewedstrijd bij de speler ligt en niet bij diens beyblade.
In Beyblade G-revolution verlaat Max de bladebreakers tijdelijk om lid te worden van de All Starz, het team onder leiding van zijn moeder.
In de Japanse versie van Beyblade veroudert Max van 11 jaar in Beyblade tot 13 jaar in Beyblade G-Revolution. In de Engelse versie veroudert hij van 13 naar 15 jaar.
Max’ bitbeest is Draciel.

### Ray Kon
Raymond “Ray” Kon is een Beyblader uit een klein Chinees bergdorpje. Daar was hij lid van een team genaamd de Witte Tijgers. Hij voegde zich bij de Bladebreakers na in de eerste anime een wedstrijd te hebben verloren van Tyson.
Ray kent twee sterk uiteenlopende persoonlijkheden. Aan de ene kant is hij kalm en beheerst, maar aan de andere kant kan hij erg fel uithalen in een gevecht. Zijn karakter doet daarom denken aan het principe van Yin en Yang, wat ook wordt benadrukt door de Taijitu op zijn hoofdband. Ray wordt vaak door de anderen om advies gevraagd voor gevechten.
In de Japanse versie veroudert Ray in de series van 12 jaar in Beyblade naar 14 in Beyblade G-Revolution. In de Engelse versie veroudert hij van 13 naar 15.
Rays bitbeest is Drigger.

### Kai Hiwatari
Kai is Tysons rivaal. Voor hij bij de Bladebreakers kwam, was hij lid van een straatbende genaamd de Blade Sharks. Hij is de teamleider van de Bladebreakers.
Kai vertoont maar zelden emoties en is zeker in het begin erg teruggetrokken. Pas later stelt hij zich meer open voor zijn mede-teamleden. Kai vecht veel minder dan de andere Bladebreakers, maar als hij vecht wint hij vrijwel altijd. Kai is opgegroeid in Rusland, en is jarenlang getraind door zijn grootvader Voltaire om de beste Beyblader ooit te worden. Wanneer de Bladebreakers in de eerste anime in Rusland arriveren, sluit Kai zich tijdelijk aan bij de Demolition Boys. Ook in Beyblade G-Revolution sluit hij zich bij dit team aan.
In de Japanse versie veroudert Kai van 12 jaar in Beyblade naar 14 in G-Revolution. In de Engelse versie veroudert hij van 13 naar 15.
Kais bitbeest is Dranzer.

### Kenny
Kenny is een Beyblade-expert die dienstdoet als het brein van de BladeBreakers. Hij regelt voor het team het onderhoud en de upgrades voor de Beyblades. Hij wordt door zijn teamgenoten vrijwel altijd aangesproken als “Chef”.
Zelf vecht Kenny vrijwel nooit. Hij heeft altijd zijn laptop bij zich. In de Engelstalige versie van de anime bevat zijn computer een bitbeest genaamd Dizzy.
In de Japanse versie veroudert Kenny van 11 jaar in Beyblade naar 13 in G-Revolution. In de Engelse versie veroudert hij van 13 naar 15.

### Hilary Tachibana
Hilary is een Beyblader die in V-Force wordt geïntroduceerd. Ze kan erg bazig en luidruchtig overkomen, en is een van de weinigen die Tyson in bedwang kan houden. Ze lijkt een oogje te hebben op Kai. Aanvankelijk waren de Bladebreakers terughoudend om haar in het team te accepteren, maar Kai liet haar toe toen ze hem toonde dat ze een efficiënt trainingsschema had bedacht.
Hilary dient in de serie vooral als vrolijke noot. Ze heeft zelf geen beyblade tot haar beschikking, maar vecht wel een paar keer.

## Beyblade-teams

### Witte Tijgers
De witte tijgers zijn een beybladeteam uit China. Ze komen uit hetzelfde bergdorpje als Ray. Oorspronkelijk was Ray lid van dit team, tot hij zich bij de Bladebreakers aansloot. Leden van dit team zijn:
Lee Wongde teamleider van de witte tijgers. Hij is een vriend van Ray, maar was ook zijn rivaal om als volgende het bitbeest Drigger te mogen ontvangen. Zijn bitbeest is Galeon.
Mariah WongRays vriendin, en de eerste vrouwelijke beyblader die gezien wordt in de anime. Haar bitbeest is Galux.
Gary Taneen grote gespierde beyblader, die bekendstaat als een van de sterkste spelers. Zijn zwakke plek is echter dat hij vaak afgeleid wordt door de gedachte aan eten. Zijn bitbeest is Galzzly.
Kevin Chengeen beyblader die vecht met een wilde en onvoorspelbare techniek. Zijn bitbeest is Galman. Hij is ietwat egoïstisch en houdt van uithalen van grappen.
Master Taode coach van de witte tijgers. Hij wordt enkel gezien in G-Revolution.

### All Starz
Een team uit de Verenigde Staten. Dit team vertrouwt vooral op de wetenschap om wedstrijden te winnen. Hun Beyblades bevatten kunstmatige bitbeesten, en tijdens wedstrijden proberen ze hun tegenstanders te analyseren met meetapparatuur om zo de beste strategie te bepalen. Leden van dit team zijn:
Michael Parkerde teamleider van de All Starz. Hij is arrogant en heeft een hoge dunk van zichzelf. Naast Beybladen houdt hij ook van honkbal.
Rick AndersonEen sterke beyblader die echter maar weinig respect heeft voor het spel. Hij maakt zijn debuut in G-Revolution. Zijn bitbeest is Rock Bison.
Emily Yorkde enige vrouwelijke speler van het All Starz-team. Ze houdt van tennis, en gebruikt dan ook een tennisracket om haar Beyblade te lanceren.
Eddy Wheelereen basketbalfanaat. Hoewel hij niet zo sterk lijkt als zijn teamgenoten, is hij toch een waardevolle aanwinst voor de All Starz. Hij neemt dingen doorgaans rustig op, behalve als zijn team wordt beledigd.
Steven Joneseen voormalige footballspeler die uit zijn team werd gezet vanwege onsportief gedrag. Hij vertrouwt het meest op brute kracht.
Judy TateMax’ moeder, en de coach van de All Starz.

### Dark Bladers
De Dark Bladers zijn vier Beybladers die, na te hebben verloren van de Majestics, koste wat kost meer kracht wilden. Ze kregen dit in de vorm van vier monsterlijke bitbeesten, maar hierdoor veranderden ze zelf ook in monsters.
Sanguinexde onofficiële leider van de Dark Bladers. Hij is een vampier, net als zijn bitbeest. Hij is doorgaans kalm en beleeft, en verliest maar zelden zijn geduld.
LupinexSanguinex’ jongere broer. Hij is een weerwolf. Hij is sarcastisch en heeft een kort lontje.
Cenotapheen mummie en de eerste van de Dark Bladers die gezien werd in de anime. Hij is het brein van het team.
Zombeen soort monster van Frankenstein. Ondanks zijn grote uiterlijk is hij fysiek niet erg sterk.

### Majestics
De Majestics zijn een team dat bestaat uit de beste Beybladers van Europa. Ze gebruiken oude wapens om hun beyblades te lanceren. De bitbeesten van de Majestics zijn vele malen groter dan normaal. Dit team werd pas opgericht nadat de Bladebreakers elk van de leden al afzonderlijk hadden ontmoet. Leden zijn:
Robert Jurgende leider van de Majestics. Hij komt uit Duitsland. Robert komt uit een lange familielijn van ridders en is erg trots op zijn afkomst. Zijn bitbeest is Griffolyon.
Enrique Giancarloeen rijke Italiaanse jongen. Hij komt uit een lange lijn van gladiatoren. In gevechten draagt hij altijd zijn familieharnas. Zijn bitbeest is Amphilyon.
Johnny McGregorde op een na sterkste speler van de Majestics. Hij komt uit Schotland. Hoewel hij zich stoer voordoet, heeft hij een hart van goud. Zijn bitbeest is Salamalyon.
Oliver Polanskide nationale kampioen van Frankrijk. Hij houdt van kunst en van koken. Hij is een stuk aardiger tegenover buitenstaanders dan de rest van zijn team. Zijn bitbeest is Unicolyn.

### Demolition Boys/Blitzkrieg Boys
De Demolition Boys zijn een team uit Rusland. Zij zijn in de eerste anime de laatste tegenstanders van de Bladebreakers. Het team wordt in de eerste anime gebruikt door Boris voor zijn plannen om zo veel mogelijk bitbeesten te vangen.
Het team keer terug in G-Revolution, nu onder de naam Blitzkrieg Boys. Het team staat in deze serie niet langer onder leiding van Boris.
Leden van dit team zijn:
Tala Valkovde leider van de Demolition Boys gedurende de eerste anime. Hij is geobsedeerd door macht.
Ianeen slimme maar geniepige beyblader. Hij heeft veel respect voor Boris, maar niet voor zijn tegenstanders.
SpencerEen grote maar stille beyblader die al vanaf jonge leeftijd is getraind om een beyblader te worden.
Bryaneen meedogenloze beyblader die door wetenschappelijke experimenten is veranderd in een sterke vechter. Hij heeft geleerd om in een gevecht zowel een speler als diens beyblade aan te vallen.

### Team Psykick
Dit team wordt geïntroduceerd in Beyblade V-Force. Het is een criminele organisatie die het voorzien heeft op de bitbeesten van de BladeBreakers. Het team wordt geleid door Gideon, maar de ware oprichter is Dr. Zaggart. Beybladers van dit team gebruiken cyber bitbeesten.
Leden van dit team zijn:
Dr. Zagarteen wetenschapper wiens zoon, Zeo, is overleden. Zijn doel is om de androïde die hij gemodelleerd heeft naar Zeo te veranderen in een mens met de kracht van de vier heilige bitbeesten.
Gideonde leider van team psykick. Hij is tevens de bedenker van het cyberbitbeestproject. Hij sterft wanneer de toren waar de Bladebreakers tegen Team Psykick vechten instort.
Dr. B.de primaire wetenschapper van Team Psykick. Hij is erg arrogant en mogelijk zelfs gestoord. Als zijn plannen mislukken gedraagt hij zich als een klein kind. Hij sterft uiteindelijk door elektrocutie.
Dr. K.Een vrouwelijke wetenschapper die werkt voor Dr. Zagart.
Kane Yamashitaeen van de beybladers van Team Psykick. Hij gebruikte en cyberversie van Tysons’ dragoon. Hij is erg kalm en berekenend, en vormt zo een inspiratiebron voor zijn team.
Salimaeen beyblader die vecht met een cyberversie van Drigger. Ze gelooft heilig in het doel van het team: alles leren wat er te leren is over beybladen.
Jimeen beyblader die vecht met een cyberversie van Draciel. Hij is het tactische genie van het team. Hij kan de aanvalssnelheid en kracht van een beyblade berekenen door er enkel naar te kijken.
Gokieen beyblader die vecht met een cyberversie van Dranzer.
ZeoZeo is een androïde, gemodelleerd naar de overleden zoon van Dr. Zagart. Aanvankelijk is hij hier zelf niet van op de hoogte. Hij ziet Tyson als zijn idool en vecht zelfs een tijdje mee met de Bladebreakers, maar verlaat hen wanneer hij de waarheid over zichzelf ontdekt. Hij sluit zich hierna aan bij Team Psykickin de hoop de vier bitbeesten van de Bladebreakers te bemachtigen en zo een mens te kunnen worden. Uiteindelijk leert Tyson hem te accepteren wie en wat hij is.
GordoZeo’s teamgenoot tijdens de wereldkampioenschappen.

### Saint Shields
De Saint Shields zijn een team van Beybladers die het als hun taak zien te voorkomen dat bitbeesten in verkeerde handen vallen. Ze hebben het met name voorzien op de vier heilige bitbeesten, welke in handen zijn van de Bladebreakers. Pas na een confrontatie tussen de twee teams beseffen ze dat de bitbeesten in goede handen zijn, en laten ze de Bladebreakers met rust. Leden van dit team zijn:
Ozumade leider van de Saint Shields, en de eerste van het team die zich kenbaar maakte. Hij versloeg Tyson bij hun eerste ontmoeting. Hij gebruikt soms de codenaam Mr. X.
Dungade sterkste speler van de Saint Shields. Zijn kracht wordt enkel geëvenaard door zijn temperament. Hij vertrouwt in gevechten altijd op brute kracht.
Josephde spion van het team. Hij is erg goed in het onopvallend betreden van gebouwen en afluisteren van tegenstanders.
Mariamde oudere zus van Joseph. Haar gevoel voor humor werkt vaak op Josephs zenuwen. Ze maakt in gevechten gebruik van onvoorspelbare aanvallen om haar tegenstander te verwarren.

### King & Queen
King & Queen zijn twee beybladers die altijd samen vechten. Ze komen enkel voor in de tweede anime en de manga.
De twee zijn verzamelaars die andere beybladers uitdagen om onderdelen van hun beyblades te bemachtigen, en hiermee hun eigen beyblades te versterken. Ze werken ook tijdelijk voor Team Psykick. Na meerdere nederlagen zien ze hun fouten in, en gaan ze de wereld over reizen om meer vechtervaring op te doen.

### Barthez Battalion
Een team dat zijn intrede doet in de derde anime. Het team bestaat louter uit valsspelers, al doen ze dit op aandringen van hun coach. Uiteindelijk ziet het team zijn fout in, dumpt zijn coach en vecht in de rest van het wereldkampioenschap op een eerlijke manier.
Leden van dit team zijn:
Miguelde primaire speler van het team.
MathildaHet enige vrouwelijke lid van de Barthez Battalion. Ze heeft een gebrek aan zelfvertrouwen, wat ook de reden is dat ze doorgaans valsspeelt in gevechten. Ze kijkt op naar Miguel als haar leider.
Claudeeen speler persoonlijk getraind door Barthez zelf. Hij twijfelt nooit openlijk aan Barthez’ bevelen, maar in zijn hoofd vraagt hij zich wel geregeld af of hij wel het juiste doet.
Aaroneen krachtige beyblader, die echter niet voor zichzelf op durft te komen. Hij wordt niet snel kwaad.
Coach Barthezde coach van het team. Hij is erg streng en gebruikt elke methode die hij nodig acht om zijn team hogerop te krijgen. Hij blijkt later een agent te zijn van Boris Balkov.

### F-Dynasty
Een team bestaande uit een tweeling en hun coach. De twee zijn opgegroeid in een circus en zijn gespecialiseerd in teamwedstrijden. Ook individueel kunnen ze goed vechten.
Juliade oudste van de twee beybladers. Ze heeft een kort lontje en is vaak dominant over haar broer Raul. Haar bitbeest is Thunder Pegasus.
Raulde jongste van de twee beybladers. Hij is minder agressief dan zijn zus, maar ook minder sterk in zijn eentje. Zijn bitbeest is Torch Pegasus.
Romerode coach van Julia en Raul.

### BEGA League
Een organisatie gevormd uit de BBA nadat Boris Balkov deze overneemt. Dit team is de primaire tegenstander van de Bladebreakers tijdens het Justice 5-toernooi.
Leden zijn:
Ming-Mingeen meisje dat zowel als zangeres en als beyblader naam maakt. Ze doet zich vaak onschuldig voor, maar in gevechten kan ze fel uit de hoek komen. Als ze vecht, lijkt ze langer te worden en krijgt ze een serieuzere blik in haar ogen.
Brooklyn Masefieldeen natuurtalent als het op beybladen aankomt. Hij heeft zowel een kalme kant als een wilde, gewelddadige kant. Hij heeft een lastige jeugd gehad en is niet gewend om te verliezen.
Garland Siebaldeen beyblader uit een sportieve familie. Hij is arrogant en onderschat zijn tegenstanders geregeld.
Mysteleen mysterieus persoon die maar zelden samen met zijn team gezien wordt. Hij is tevens erg onvoorspelbaar in gevechten.
CrusherEen sterke speler, hoewel hij pas op latere leeftijd is begonnen met beybladen. Hij is groot van omvang en heeft vreemde tekens op zijn gezicht. Hij houdt niet van vals spel.

## Overig

### Boris Balkov
Boris is een van de antagonisten in de eerste en de derde anime. Hij is een meedogenloze, sluwe man die niets of niemand uit de weg gaat. Hij is officieel een monnik en leidt een klooster, maar zijn daden hebben niets weg van religieuze bedoelingen. Hij is uitermate streng voor de jongens die hij traint tot beybladers. Hij dwingt respect af middels angst en intimidatie.

### Brad Best & A.J. Topper
Twee verslaggevers die commentaar leveren bij elke beybladewedstrijd. Men krijgt enkel hun stemmen te horen.

### Voltaire
Kais grootvader en partner van Boris. Hij wil koste wat kost beschikken over een team van de beste beybladers ter wereld.

### Stanley A. Dickinson
Het hoofd van de BBA, en de oprichter van de Bladebreakers.

### Hiro Granger
Tysons oudere broer, die zijn debuut maakt in G-Revolution. Hij heeft een alter-ego genaamd Jin of the Gale. Hij is een erg strenge coach en komt zelfs bijna over als een antagonist. In werkelijkheid doet hij dit om Tyson voor te bereiden op wat er gaat komen. Kai en Hiro kunnen niet met elkaar overweg, maar waarom is niet duidelijk.

### Ryu Granger
Tysons grootvader. Hij is een kendomeester en (in de Engelstalige versie) een fantastische rapper.